# Gran Premio de Malasia de Motociclismo de 2022
El Gran Premio de Malasia de Motociclismo de 2022 (oficialmente PETRONAS Grand Prix of Malaysia) fue la decimonovena prueba del Campeonato del Mundo de Motociclismo de 2022. Tuvo lugar en el fin de semana del 21 al 23 de octubre de 2022 en el Circuito Internacional de Sepang, situado en la localidad de Sepang, Selangor, Malasia.
La carrera de MotoGP fue ganada por Francesco Bagnaia, seguido de Enea Bastianini y Fabio Quartararo. Tony Arbolino fue el ganador de la prueba de Moto2, por delante de Alonso López y Jake Dixon. La carrera de Moto3 fue ganada por John McPhee, Ayumu Sasaki fue segundo y Sergio García tercero.

## Resultados

### Resultados MotoGP
| Pos.    | N.º | Piloto                | Equipo                       | Constructor | Vueltas | Tiempo    | Parrilla | Puntos |
| ------- | --- | --------------------- | ---------------------------- | ----------- | ------- | --------- | -------- | ------ |
| 1       | 63  | Francesco Bagnaia     | Ducati Lenovo Team           | Ducati      | 20      | 40:14.332 | 9        | 25     |
| 2       | 23  | Enea Bastianini       | Gresini Racing MotoGP        | Ducati      | 20      | +0.270    | 2        | 20     |
| 3       | 20  | Fabio Quartararo      | Monster Energy Yamaha MotoGP | Yamaha      | 20      | +2.773    | 12       | 16     |
| 4       | 72  | Marco Bezzecchi       | Mooney VR46 Racing Team      | Ducati      | 20      | +5.446    | 4        | 13     |
| 5       | 42  | Álex Rins             | Team Suzuki Ecstar           | Suzuki      | 20      | +11.923   | 5        | 11     |
| 6       | 43  | Jack Miller           | Ducati Lenovo Team           | Ducati      | 20      | +13.472   | 14       | 10     |
| 7       | 93  | Marc Márquez          | Repsol Honda Team            | Honda       | 20      | +14.304   | 3        | 9      |
| 8       | 33  | Brad Binder           | Red Bull KTM Factory Racing  | KTM         | 20      | +16.805   | 13       | 8      |
| 9       | 5   | Johann Zarco          | Prima Pramac Racing          | Ducati      | 20      | +18.358   | 17       | 7      |
| 10      | 41  | Aleix Espargaró       | Aprilia Racing               | Aprilia     | 20      | +21.591   | 7        | 6      |
| 11      | 21  | Franco Morbidelli     | Monster Energy Yamaha MotoGP | Yamaha      | 20      | +23.235   | 10       | 5      |
| 12      | 35  | Cal Crutchlow         | WithU Yamaha RNF MotoGP Team | Yamaha      | 27      | +24.641   | 21       | 4      |
| 13      | 88  | Miguel Oliveira       | Red Bull KTM Factory Racing  | KTM         | 27      | +24.918   | 17       | 3      |
| 14      | 44  | Pol Espargaró         | Repsol Honda Team            | Honda       | 20      | +25.586   | 20       | 2      |
| 15      | 25  | Raúl Fernández        | Tech 3 KTM Factory Racing    | KTM         | 20      | +27.039   | 22       | 1      |
| 16      | 12  | Maverick Viñales      | Aprilia Racing               | Aprilia     | 20      | +30.427   | 8        |        |
| 17      | 73  | Álex Márquez          | LCR Honda Castrol            | Honda       | 20      | +33.322   | 21       |        |
| 18      | 87  | Remy Gardner          | Tech 3 KTM Factory Racing    | KTM         | 20      | +33.691   | 19       |        |
| 19      | 36  | Joan Mir              | Team Suzuki Ecstar           | Suzuki      | 20      | +41.838   | 11       |        |
| Ret     | 49  | Fabio Di Giannantonio | Gresini Racing MotoGP        | Ducati      | 10      | Caída     | 16       |        |
| Ret     | 40  | Darryn Binder         | WithU Yamaha RNF MotoGP Team | Yamaha      | 10      | Caída     | 24       |        |
| Ret     | 89  | Jorge Martín          | Prima Pramac Racing          | Ducati      | 6       | Caída     | 1        |        |
| Ret     | 45  | Tetsuta Nagashima     | LCR Honda Idemitsu           | Honda       | 4       | Caída     | 23       |        |
| Ret     | 10  | Luca Marini           | Mooney VR46 Racing Team      | Ducati      | 1       | Retirado  | 6        |        |
| 1.      |     |                       |                              |             |         |           |          |        |
| Fuente: |     |                       |                              |             |         |           |          |        |

### Resultados Moto2
| Pos.    | N.º | Piloto              | Constructor | Vueltas | Tiempo    | Parrilla | Puntos |
| ------- | --- | ------------------- | ----------- | ------- | --------- | -------- | ------ |
| 1       | 14  | Tony Arbolino       | Kalex       | 18      | 38'25.233 | 2        | 25     |
| 2       | 21  | Alonso López        | Boscoscuro  | 18      | +11.411   | 10       | 20     |
| 3       | 96  | Jake Dixon          | Kalex       | 18      | +11.802   | 4        | 16     |
| 4       | 37  | Augusto Fernández   | Kalex       | 18      | +13.206   | 6        | 13     |
| 5       | 18  | Manuel González     | Kalex       | 18      | +14.770   | 5        | 11     |
| 6       | 23  | Marcel Schrötter    | Kalex       | 18      | +17.166   | 14       | 10     |
| 7       | 6   | Cameron Beaubier    | Kalex       | 18      | +20.222   | 9        | 9      |
| 8       | 40  | Arón Canet          | Kalex       | 18      | +24.279   | 3        | 8      |
| 9       | 52  | Jeremy Alcoba       | Kalex       | 18      | +24.407   | 19       | 7      |
| 10      | 54  | Fermín Aldeguer     | Boscoscuro  | 18      | +24.482   | 16       | 6      |
| 11      | 12  | Filip Salač         | Kalex       | 18      | +30.636   | 18       | 5      |
| 12      | 19  | Lorenzo Dalla Porta | Kalex       | 18      | +33.595   | 15       | 4      |
| 13      | 75  | Albert Arenas       | Kalex       | 18      | +34.448   | 13       | 3      |
| 14      | 64  | Bo Bendsneyder      | Kalex       | 18      | +34.927   | 12       | 2      |
| 15      | 29  | Taiga Hada          | Kalex       | 18      | +43.757   | 22       | 1      |
| 16      | 81  | Keminth Kubo        | Kalex       | 18      | +44.940   | 23       |        |
| 17      | 42  | Marcos Ramirez      | MV Agusta   | 18      | +45.182   | 21       |        |
| 18      | 4   | Sean Dylan Kelly    | Kalex       | 18      | +48.818   | 25       |        |
| 19      | 27  | Kasma Daniel        | Kalex       | 18      | +53.121   | 29       |        |
| 20      | 72  | Borja Gómez         | Kalex       | 18      | +54.465   | 26       |        |
| 21      | 28  | Niccolò Antonelli   | Kalex       | 18      | +54.812   | 17       |        |
| 22      | 20  | Azroy Anuar         | Kalex       | 18      | +55.685   | 28       |        |
| Ret     | 79  | Ai Ogura            | Kalex       | 17      | Caída     | 1        |        |
| Ret     | 51  | Pedro Acosta        | Kalex       | 9       | Caída     | 8        |        |
| Ret     | 61  | Alessandro Zaccone  | Kalex       | 9       | Retirado  | 27       |        |
| Ret     | 16  | Joe Roberts         | Kalex       | 8       | Retirado  | 11       |        |
| Ret     | 13  | Celestino Vietti    | Kalex       | 5       | Caída     | 20       |        |
| Ret     | 35  | Somkiat Chantra     | Kalex       | 1       | Retirado  | 7        |        |
| Ret     | 98  | David Sanchis       | MV Agusta   | 0       | Caída     | 24       |        |
| Fuente: |     |                     |             |         |           |          |        |

### Resultados Moto3
| Pos.    | N.º | Piloto               | Constructor | Vueltas | Tiempo    | Parrilla | Puntos |
| ------- | --- | -------------------- | ----------- | ------- | --------- | -------- | ------ |
| 1       | 17  | John McPhee          | Husqvarna   | 17      | 38'04.589 | 22       | 25     |
| 2       | 71  | Ayumu Sasaki         | Husqvarna   | 17      | +0.048    | 7        | 20     |
| 3       | 11  | Sergio García        | Gas Gas     | 17      | +0.146    | 3        | 16     |
| 4       | 5   | Jaume Masiá          | KTM         | 17      | +0.245    | 4        | 13     |
| 5       | 10  | Diogo Moreira        | KTM         | 17      | +0.319    | 11       | 11     |
| 6       | 7   | Dennis Foggia        | Honda       | 17      | +0.371    | 1        | 10     |
| 7       | 96  | Daniel Holgado       | KTM         | 17      | +5.817    | 5        | 9      |
| 8       | 6   | Ryusei Yamanaka      | KTM         | 17      | +6.034    | 13       | 8      |
| 9       | 48  | Ivan Ortolá          | KTM         | 17      | +6.230    | 14       | 7      |
| 10      | 53  | Deniz Öncü           | KTM         | 17      | +6.732    | 25       | 6      |
| 11      | 43  | Xavier Artigas       | CFMoto      | 17      | +6.789    | 20       | 5      |
| 12      | 28  | Izan Guevara         | Gas Gas     | 17      | +9.148    | 2        | 4      |
| 13      | 23  | Elia Bartolini       | KTM         | 17      | +13.416   | 24       | 3      |
| 14      | 16  | Andrea Migno         | Honda       | 17      | +13.682   | 6        | 2      |
| 15      | 31  | Adrián Fernández     | KTM         | 17      | +14.659   | 19       | 1      |
| 16      | 63  | Syarifuddin Azman    | Honda       | 17      | +14.812   | 21       |        |
| 17      | 27  | Kaito Toba           | KTM         | 17      | +14.990   | 17       |        |
| 18      | 66  | Joel Kelso           | KTM         | 17      | +20.530   | 15       |        |
| 19      | 20  | Lorenzo Fellon       | Honda       | 17      | +28.240   | 27       |        |
| 20      | 9   | Nicola Fabio Carraro | KTM         | 17      | +28.285   | 23       |        |
| 21      | 64  | Mario Aji            | Honda       | 17      | +43.055   | 29       |        |
| 22      | 22  | Ana Carrasco         | KTM         | 17      | +43.250   | 28       |        |
| 23      | 70  | Joshua Whatley       | Honda       | 17      | +54.110   | 31       |        |
| Ret     | 72  | Taiyo Furusato       | Honda       | 15      | Caída     | 18       |        |
| Ret     | 54  | Riccardo Rossi       | Honda       | 12      | Caída     | 9        |        |
| Ret     | 99  | Carlos Tatay         | CFMoto      | 12      | Retirado  | 16       |        |
| Ret     | 67  | Alberto Surra        | Honda       | 8       | Caída     | 26       |        |
| Ret     | 24  | Tatsuki Suzuki       | Honda       | 4       | Retirado  | 8        |        |
| Ret     | 44  | David Muñoz          | KTM         | 3       | Caída     | 10       |        |
| Ret     | 82  | Stefano Nepa         | KTM         | 1       | Caída     | 12       |        |
| Ret     | 19  | Scott Ogden          | Honda       | 1       | Caída     | 30       |        |
| Fuente: |     |                      |             |         |           |          |        |